# بطولة كاريوكا 1993
بطولة كاريوكا 1993 هو موسم من بطولة كاريوكا. فاز فيه نادي فاسكو دا غاما.